# Attentats de Jaipur du 13 mai 2008

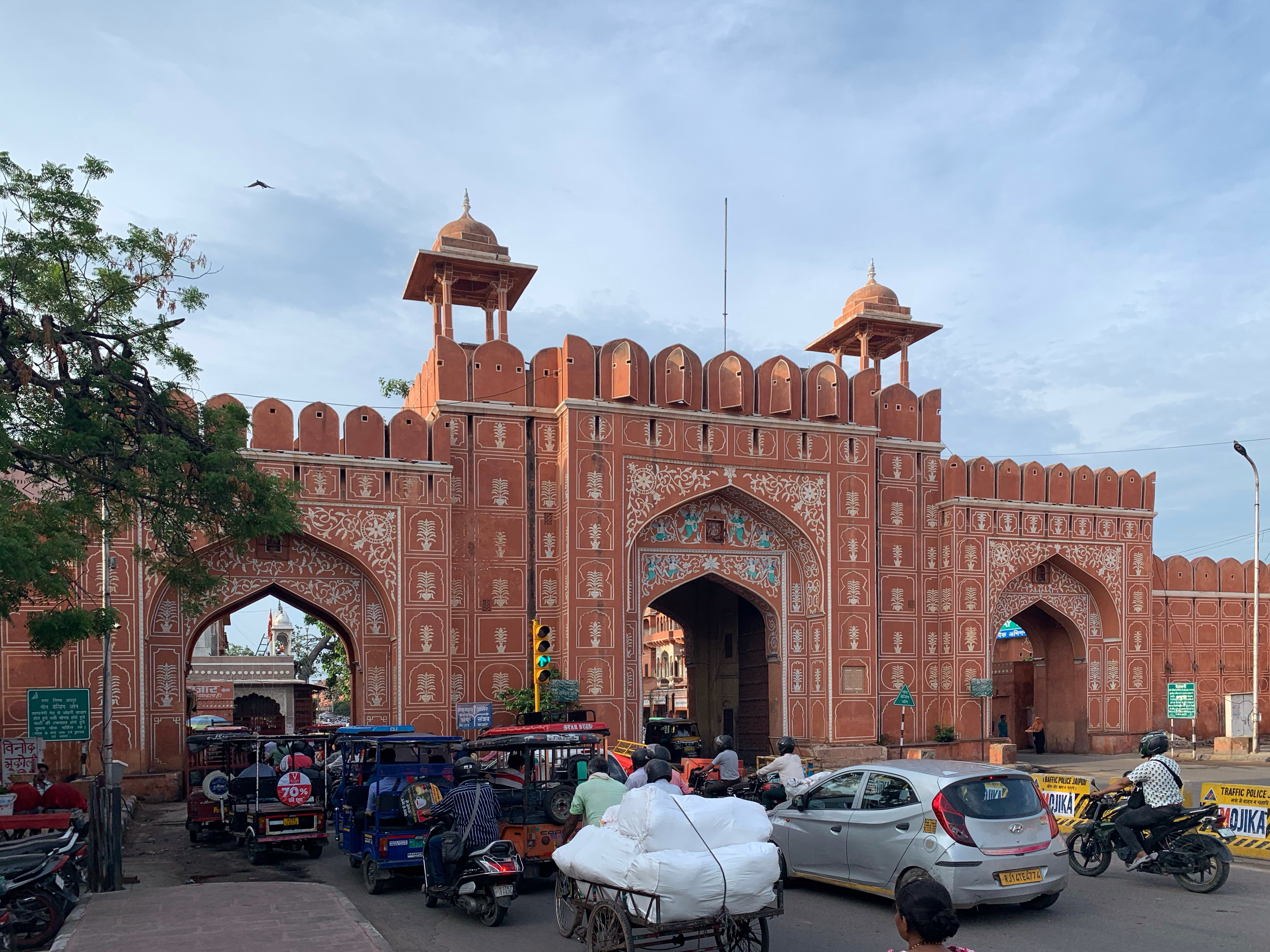
La porte Sanganeri (photo) est l'une des zones ciblées.

Les attentats de Jaipur ont été constitués par l'explosion de sept bombes dans la ville touristique indienne de Jaipur, capitale du Rajasthan, le 13 mai 2008 à 19 h 30, heure locale. Une huitième bombe, attachée à une bicyclette, fut désamorcée par les services de sécurité. Les explosions se sont étalées sur 12 minutes ; elles visaient un grand bazar de joaillerie, deux temples hindous, des marchés et plusieurs autres lieux publics situés dans la vieille ville. Les bombes étaient placées dans une voiture, une échoppe ou tout simplement accrochées à un vélo, dans un rayon d'un kilomètre environ. Selon la police et les responsables de l'hôpital Sawai Man, il y aurait eu 63 tués et 216  blessés. Les quartiers visés sont : Badi Choupal, Manas Chowk Police Station area, Johari Bazar, Tripolia Bazar, Choti Choupal et Kotwali area.

## Conséquences immédiates
Quelques heures après les explosions, les villes de New Delhi, Bombay et Chennai sont placées en alerte maximale tandis qu'un couvre-feu nocturne est imposé dans une partie de la ville historique de Jaipur. Plusieurs unités de la garde de sécurité nationale et de la force d'action rapide sont dépêchées à Jaipur ainsi qu'une unité de la police de Delhi chargée d'établir d'éventuels liens avec des attentats ayant précédemment visée la ville de Delhi.

## Enquête
Le 13 mai, quatre suspects, comprenant l'un des blessés et un conducteur de pousse-pousse, sont interrogés par les services de police. 

## Responsabilité
Le 13 mai, des sources du ministère indien des Affaires intérieures déclarent suspecter l'organisation terroriste islamiste Harkat-ul-Jihad-al-Islami d'être derrière les attentats. Le ministre adjoint de l'Intérieur Sriprakash Jaiswal ajoute : « On ne peut exclure l'implication d'une puissance étrangère », périphrase habituellement utilisée pour désigner le Pakistan. Selon les premiers rapports de police, différents groupes islamistes tels les Harkat-ul-Jihad-al-Islami, Students Islamic Movement of India et Lashkar-e-Toiba pourraient être impliqués.